# Usurbil
Usurbil (Spanisch: Usúrbil) ist eine Stadt in der Provinz Gipuzkoa im spanischen Baskenland. Sie hat 6.438 Einwohner (Stand: 2024).

## Geografie
Die Gemeinde grenzt an die Gemeinden Aia, Lasarte-Oria, Orio, San Sebastián und Zizurkil.

## Wirtschaft
Die traditionelle Industrie in Usurbil war die Herstellung von Eisenwaren, Ankern und Schiffen, wobei man sich den Reichtum der umliegenden Wälder zunutze machte. In den Schiffswerften von Mapil in Aginaga wurden Schiffe für die spanische Marine gebaut.
Die Industrialisierung hielt in Usurbil 1934 Einzug, als zwischen Usurbil und Hernani eine Michelin-Reifenfabrik gebaut wurde, die vielen Einheimischen Arbeit gibt. 

## Bevölkerungsentwicklung
| 1842 | 1900 | 1950 | 1981 | 1991 | 2001 | 2011 |
| ---- | ---- | ---- | ---- | ---- | ---- | ---- |
| 1303 | 1865 | 2621 | 5871 | 5333 | 5257 | 6070 |

## Persönlichkeiten
- Haimar Zubeldia (* 1977), Radrennfahrer
- Andoni Iraola (* 1982), Fußballspieler
- Imanol Agirretxe (* 1987), Fußballspieler
- Esther Arrojeria (* 1994), Handballspielerin
- Eneko Furundarena Maiz (* 2003), Handballspieler